# Opus Eponymous
| Оценки критиков         | Оценки критиков |
| Источник                | Оценка          |
| ----------------------- | --------------- |
| Allmusic                | [ 1 ]           |
| Decibel                 | 9/10            |
| Loud Magazine Australia | 98%             |
| Metal Forces            | 7/10            |
| PopMatters              | 8/10            |
| The Washington Times    | 8.5/10          |

Opus Eponymous — дебютный студийный альбом шведской хэви-метал-группы Ghost, выпущенный 18 октября, 2010 года. В США альбом вышел 18 января и 6 апреля в Японии. К японскому издании был добавлен бонус-трек кавер на песню «Here Comes the Sun» группы The Beatles.
Альбом номинировался на шведскую премию Grammis, но победу одержала блэк-метал группа Watain.
Основой лирики песен является сатанинская и оккультная тематика. Исключением является единственный сингл с альбома, «Elizabeth», посвящённый Елизавете Батори.

## Список композиций
| №                   | Название                 | Длительность |
| ------------------- | ------------------------ | ------------ |
| 1.                  | «Deus Culpa» (intro)     | 1:34         |
| 2.                  | «Con Clavi Con Dio»      | 3:33         |
| 3.                  | «Ritual»                 | 4:28         |
| 4.                  | «Elizabeth»              | 4:01         |
| 5.                  | «Stand by Him»           | 3:56         |
| 6.                  | «Satan Prayer»           | 4:38         |
| 7.                  | «Death Knell»            | 4:36         |
| 8.                  | «Prime Mover»            | 3:53         |
| 9.                  | «Genesis» (instrumental) | 4:03         |
| Общая длительность: | Общая длительность:      | 34:41        |

| №   | Название                                 | Длительность |
| --- | ---------------------------------------- | ------------ |
| 10. | «Here Comes the Sun» (The Beatles cover) | 3:24         |

## Участники записи
Ghost
- Papa Emeritus I — вокал
- Nameless Ghouls — инструменты (ударные, бас-гитара, ритм-гитара, соло-гитара, клавишные)